# Œuilly (Marna)
Œuilly è un comune francese di 610 abitanti situato nel dipartimento della Marna nella regione Grand Est.

## Società

### Evoluzione demografica
Abitanti censiti